# エアフルト会議

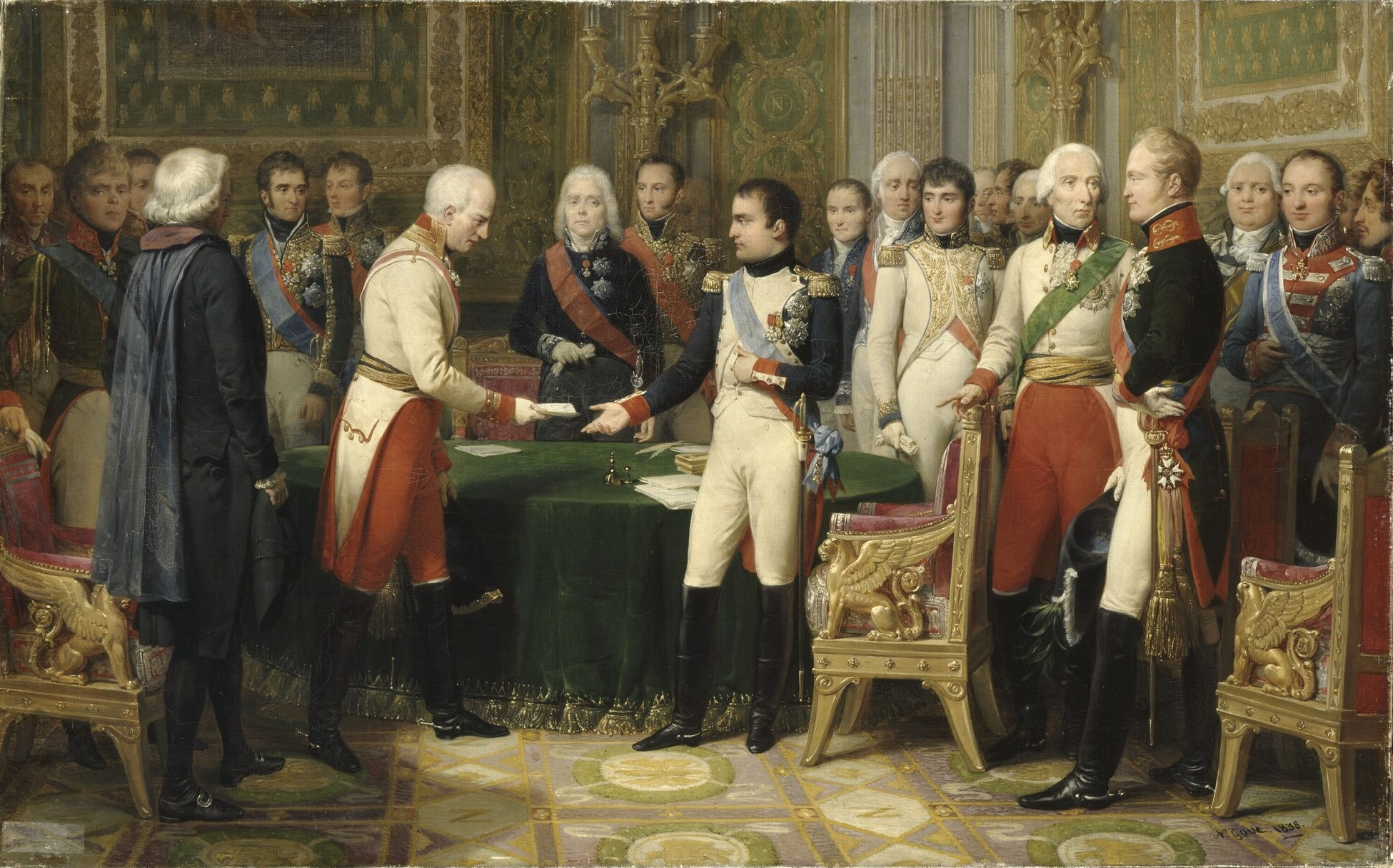
エアフルト会議のナポレオン
(画)ニコラ・ゴス

エアフルト会議（エアフルトかいぎ）は、1808年9月27日から10月14日にかけて、フランス皇帝ナポレオン1世とロシア皇帝アレクサンドル1世の間で開かれた会談。前年に締結した第四次対仏大同盟の講和条約であるティルジットの和約の内容を再確認する内容であった。

## 背景
ティルジット会議までにナポレオンはアレクサンドル1世と会談して同盟を締結し、彼のナポレオン崇拝熱を高めていた。しかし、エアフルト会議までにロシア帝国宮廷では反仏感情が高まり、にわか仕込みの同盟は危機に瀕していた。ナポレオンおよびジャン=バティスト・ノンペール・ド・シャンパニー外相（英語版）は、スペイン問題を解決し、きたるべきオーストリアとの戦争に備えるために、仏露同盟の再強化を図った。
このころ、ナポレオンに仕えながら王党派や連合国側にも接近して二重スパイを務めていたタレーランは、ひそかにロシア皇帝アレクサンドル1世に接近し、フランスの要求に抵抗するよう助言した。

## 会議
会談の開催地であるエアフルトの町は、当時はエアフルト公国（英語版）としてフランス皇帝ナポレオンの直轄地として直接統治されていた。ナポレオンは会議の中で、アレクサンドル1世にフランス帝国の栄光を見せつけることで、彼にフランスへの畏敬の念を抱かせようとした。会議は、ヨーロッパ中の王、王子、公爵、男爵、名士が華美な衣装で参加するという素晴らしい会議となった。また、フランスの俳優・タルマの率いるコメディ・フランセーズも参加し、会議開催期間に16ものフランス悲劇を上演した。あるいはドイツの文豪ゲーテがナポレオンにはじめて拝謁したのもこの時である。（ゲーテから強い影響を受けていたショーペンハウアーはこの会議に批判的だったため、ゲーテがナポレオンと会ったことに皮肉な目を向けている。）
この会議で締結されたエアフルト条約は14項目からなり、イギリスに対しフランスとの継戦を中止するよう要求すること、スウェーデンの勢力下であったフィンランド大公国のロシアによる征服を承認すること、フランスの対オーストリア戦争に際しロシアが最大限の援助を行うことなどが約束された。
会談を終えた仏露両皇帝は、10月14日に故郷に向けて出発した。半年後、この会談で想定されていたフランス・オーストリア間の戦争が始まり、アレクサンドル1世はロシア国内の反仏感情を抑えつつ、なんとかこの合意に応えようとフランスを可能な限り援助した。ナポレオンがオーストリア皇女マリ・ルイーズと再婚すると対オーストリア戦争は終結を見せたが、ロシアとの蜜月関係は終焉を迎えた。仏露両国の最後の首脳会談がこのエアフルト会議であった。そして、1812年までにロシアは大陸封鎖令に違反し、ナポレオンのイギリスに対する経済戦争の障害となった。ロシア宮廷における反仏感情はピークに達し、国防費は増額されポーランド侵攻に備えて軍隊が国境に配備された。ナポレオンは、大軍による先制攻撃でロシアを屈服させようとロシア遠征を試みたが失敗に終わった。
ロシアは、フランスの衛星国だったワルシャワ大公国やライン同盟などとの間でしばしば国境紛争を繰り広げていたため、仏露の蜜月関係は長続きしないものだったという見方もある。